# Distrito de Nidau
El Distrito de Nidau es uno de los antiguos veintiséis distritos del cantón de Berna (Suiza). Tiene una superficie de 88 km². La capital del distrito era la comuna de Nidau.

## Geografía
Situado en pleno Seeland, el distrito incluye una gran parte del lago de Bienne. El distrito de Nidau limita al norte con el distrito de Biel-Bienne, al este con el de Büren, al sur con el de Aarberg, al suroeste con el de Erlach, y al oeste con el de La Neuveville.

## Historia
El castillo de Nidau de los condes de Neuchâtel, situado entre los dos brazos del Thièlle/Zihl, se convirtió en la sede de la rama familiar de los Neuchâtel-Nidau, bajo Ulrico III hasta finales del siglo XII, y en centro de su señoría junto con Erlach. El castillo y la futura ciudad fueron feudos del obispo de Basilea (hecho atestado en 1329). Nidau se convirtió en un importante centro administrativo bajo la dominación de los condes Rodolfo I, II, III y IV de Nidau, quienes fueran sus propietarios. En 1375, con la muerte de Rodolfo IV, fallecido sin dejar descendencia, el obispo de Basilea, su soberano, quiso hacer valer su derecho y ocupó Nidau. Cazado por los herederos, los condes de Kyburgo y Thierstein, fue derrotado cerca de Schwadernau en 1376 y Nidau pasó a manos de los Kyburgo.
La señoría fue dada en prenda a los Habsburgos en 1379, y cedida en parte a la ciudad de Friburgo, finalmente volvió a ser hipotecada a Enguerrand de Coucy en 1387 a cambio de sus pretensiones sucesorias. Tras haber sido ocupada por Berna y Soleura, en 1388 pasó a manos de las dos ciudades. Estas la administraron juntas hasta 1393, fecha a partir de la cual Berna pasó a ser única propietaria, tras haber repartido la esfera de influencia con Soleura. El castillo fue convertido en sede de la bailía bernesa de Nidau que tenía la alta justicia (el patíbulo se encontraba en Madretsch, actualmente Biel/Bienne). La baja justicia era ejercida por el tribunal municipal de Nidau (del que dependían Tüscherz y Alfermée), los tribunales de Twann (desde 1487) y de Ligerz (desde 1551) así como una jurisdicción dividida en dos partes: el alto condado con los sectores de Bellmund, Epsach, Hermrigen, Lattrigen, Siselen y Walperswil, y el bajo condado con los de Brügg, Jens, Mett, Safnern, Scheuren y Schwadernau. Nidau tenía una insignia (una tropa) dentro de la Armada bernesa. Los derechos del bailío en el obispado de Basilea, que databan de la época de los condes (jurisdicción sobre Diesse y el lago de Bienne, derechos de aduana y de conducto sobre el lago), necesitaron la conclusión de varios tratados con los príncipes-obispos para demarcar las competencias y soberanía territorial, incluido el lago. Nidau era en aquella época el peaje bernés más rentable.
De 1798 a 1803, la antigua bailía fue dividida entre los distritos helvéticos de Büren y del Seeland; de 1792 a 1815, las fronteras norte del territorio de Nidau marcaban el límite con Francia. En 1803, es creada la bailía (que se convertiría después en distrito) de Nidau que abarcaba Biel/Bienne, Vigneules, Boujean y Evilard de 1815 a 1831. A principios del siglo XXI, el distrito constituye con sus 25 comunas, una gran circunscripción administrativa y judicial. Desde 1997, Nidau hace parte de la región Jura bernés-Seeland, del círculo judicial y del registro de tierras de Biel-Nidau (tribunal en Bienne, registro de propiedades en Nidau). Las autoridades ocupan aún el castillo, que alberga también el Museo sobre la corrección de las aguas del Jura. El distrito fue disuelto el 31 de diciembre de 2009 tras la entrada en vigor de la nueva organización territorial del cantón de Berna. Las comunas del distrito fueron repartidas entre los nuevos distritos administrativos de Biel/Bienne y Seeland.

## Comunas
| Distrito de Nidau | Distrito de Nidau      | Distrito de Nidau | Distrito de Nidau | Distrito de Nidau |
| Comunas           | Población (31.12.2007) | Superficie km²    | Densidad hab./km² |                   |
| ----------------- | ---------------------- | ----------------- | ----------------- | ----------------- |
| Aegerten          | 1656                   | 2,1               | 788,57            |                   |
| Bellmund          | 1371                   | 3,8               | 360,78            |                   |
| Brügg             | 3962                   | 5,0               | 792,4             |                   |
| Bühl bei Aarberg  | 421                    | 3,0               | 140,33            |                   |
| Epsach            | 343                    | 3,4               | 100,88            |                   |
| Hagneck           | 418                    | 1,8               | 232,22            |                   |
| Hermrigen         | 264                    | 3,5               | 75,42             |                   |
| Ipsach            | 3747                   | 1,9               | 1972,10           |                   |
| Jens              | 648                    | 4,6               | 140,86            |                   |
| Ligerz            | 507                    | 1,8               | 281,66            |                   |
| Merzligen         | 404                    | 2,3               | 175,65            |                   |
| Mörigen           | 841                    | 2,2               | 382,27            |                   |
| Nidau             | 6652                   | 1,5               | 4434,66           |                   |
| Orpund            | 2620                   | 4,0               | 655,00            |                   |
| Port              | 3206                   | 2,5               | 1282,40           |                   |
| Safnern           | 1839                   | 5,6               | 328,39            |                   |
| Scheuren          | 452                    | 2,1               | 215,23            |                   |
| Schwadernau       | 623                    | 4,1               | 151,95            |                   |
| Studen            | 2642                   | 2,7               | 978,51            |                   |
| Sutz-Lattrigen    | 1303                   | 3,6               | 361,94            |                   |
| Täuffelen         | 2523                   | 4,4               | 573,40            |                   |
| Tüscherz-Alfermée | 309                    | 3,3               | 93,63             |                   |
| Twann             | 818                    | 9,1               | 89,89             |                   |
| Walperswil        | 890                    | 7,0               | 127,14            |                   |
| Worben            | 2269                   | 2,8               | 810,35            |                   |
| Total (25)        | 40.728                 | 88,1              | 462,29            |                   |